# Fultonia bougisi
Fultonia bougisi är en kräftdjursart som beskrevs av Soyer 1964. Fultonia bougisi ingår i släktet Fultonia och familjen Argestidae.

## Underarter
Arten delas in i följande underarter:
- F. b. bougisi
- F. b. corallicola